# عینی‌گرایی (فلسفه)
عینی‌گرایی (به فرانسوی: Objectivité) بی‌طرفی محقق در فرایند تحقیق و دوری از ارزش‌ها و گرایش‌های فردی در بازگویی و واکاوی رویدادها است. ناظر عینیت‌گرا کوشش می‌کند تا جهان را مستقل از ذهن خود مشاهده کند و بر این باور است که، فقط و فقط یک حقیقت جدای از نحوهٔ برداشت و تفکر انسان وجود دارد.
در میان فلاسفه ایرانی ابن سینا و ملاصدرا با دو دیدگاه متفاوت به نحوهٔ شناخت عینی انسان از جهان پرداخته‌اند.

## شناخت
دوگونهٔ متفاوت در شناسایی با توجه به ذات منظره وجود دارد، که هرکدام از این دو رده می‌توانند با توجه به ناظر یا ناظران شناسا عینی یا ذهنی باشند:
1. پدیده مستقل از ذهن انسان مانند شیء خارجی و ویژگی‌های آن و رویدادها
  1. استقلال علّی:[۴] فرایند شکل‌گیری پدیده مستقل از ذهن بشری است. مانند کرهٔ زمین
  2. استقلال جوهری:[۵]
  3. استقلال شناختی:[۶] مستقل از حالات معرفت‌زای انسان‌ها است.
    1. عینیت‌گرایی حداقلی:[۷] درستی وابسته به نظر اجتماعی از افراد است.
    2. عینیت‌گرایی معتدل:[۸] درستی وابسته به نظر اجتماعی از افراد در شرایط ایدئال و مناسب است.
    3. عینیت‌گرایی شدید:[۹] درستی هرگز وابسته به نظر اجتماعی از افراد نیست.
2. دانش، باور، حکم، نظریه، جمله و بازنمایی ذهنی:
  1. نظریه‌های قائل به اجماع[۱۰] یا بین‌الاذهانی:[۱۱]
    1. بالفعل:[۱۲] گزاره به میزان اتفاق نظر عینی و به میزان اختلاف نظر ذهنی است.
      1. عینیت‌گرایی حداقلی:
      2. عینیت‌گرایی معتدل:
      3. عینیت‌گرایی شدید:

    2. خلاف واقع:[۱۳] گزاره به میزان اتفاق نظر انسان‌های عاقل عینی است.

  2. نظریه‌های اشاره‌ای و ارجاعی:[۱۴] گزاره از زبان اول شخص دربارهٔ خودش عینی نیست، ولی همان گزاره از زبان سوم شخص دربارهٔ او دارای عینیت است.
  3. نظریه‌های فراباز نمایانه:[۱۵]
  4. نظریه‌های قائل به تطابق:[۱۶]